# Hati Hróðvitnisson
În mitologia nordică, Hati Hróðvitnisson (primul nume însemnând „Cel ce urăște” sau „inamic”) este un warg, un lup care, conform cu Edda lui Snorri Sturluson, urmărește Máni, luna, de-a lungul cerului nopții, la fel cum și fratele său, Sköll, îl urmărește pe Sól, soarele, în timpul zilei, până în vremea Ragnarök-ului, când ei vor înghiți aceste corpuri cerești. Snorri Sturluson mai dă de asemenea un alt nume pentru un lup ce va înghiți luna, Mánagarmr („Câinele-Lună” sau „Câinele Lunii”).